# Jasen (gmina Vlasenica)
Jasen (cyr. Јасен) – wieś w Bośni i Hercegowinie, w Republice Serbskiej, w gminie Vlasenica. W 2013 roku liczyła 95 mieszkańców.